# Слободан Праляк
Слобо́дан Пра́ляк (хорв. Slobodan Praljak; 2 січня 1945, Чапліна, Соціалістична Республіка Боснія і Герцеговина — 29 листопада 2017, Гаага) — хорватський бойовий генерал, політик невизнаної Хорватської республіки Герцеґ-Босна, член Ради національної оборони Республіки Хорватія, член Хорватської державної комісії зі зв'язків з Охоронними силами ООН, помічник міністра оборони та головний представник Міністерства оборони Хорватії. Театральний режисер та кінорежисер, телевізійний інженер, письменник, педагог. Після Боснійської війни також бізнесмен тютюнової індустрії та ринку нерухомості.
Генерал-лейтенант у відставці СВ Хорватії та Хорватської ради оборони армії невизнаної Хорватської республіки Герцег-Босна.
2013 року був одним із шести боснійсько-хорватських політиків, яких Міжнародний трибунал щодо колишньої Югославії визнав винним у воєнних злочинах під час хорватсько-боснійського конфлікту. Його засуджено до 20 років ув'язнення. Подав апеляцію, яку відхилено 29 листопада 2017 року. Після оголошення рішення суду, заявив про невизнання вироку і вжив отруту. За кілька годин помер у лікарні Гааги.

## Життєпис
Слободан Праляк народився 2 січня 1945. 1970 закінчив факультет електротехніки Загребського університету, здобувши фах інженера, а в 1971 році — філософський факультет Загребського університету, отримавши спеціальність «філософія і соціологія». 1972 — випускник Загребської академії театрального, кіно і телемистецтва, після чого працював режисером театрів та телебачення. Праляк також читав лекції з філософії і психології в Загребському університеті.
У 1970-1980-х працював режисером у театрах Загреба, Осієка та Мостара.
1991 вступив на військову службу до Збройних Сил Республіки Хорватія, де дослужився до звання генерал-майора.

### Кінорежисура
Праляк став режисером низки документальних фільмів і телесеріалів:
- Blesan i tulipan (телесеріал, 1989),
- Stanca i Sargaško,
- Смерть собаки (1980),
- Повернення Катерини Кожул[en] (1989),
- Санджак (1990),
- Дуган (1990).

### Військова кар'єра
1991 вступив добровольцем до Хорватської армії. Особисто сформував бойову частину, яка складалася з діячів мистецтва. Успішно проводив оборонні бої в місті Суна, завдавши відчутних утрат Югославській народній армії та бандформуванням Сербської Крайни. Після припинення вогню у січні 1992, Праляк зведений у чин генерал-майора. Того ж року
почав працювати як один із 14 членів Ради Оборони Республіки Хорватія. Був повноважним представником Міністерства оборони Хорватії, а з 13 травня 1993 — представник Міністерства оборони Хорватії в Хорватській Республіці Герцеґ-Босна.
Від 24 липня до 8 вересня 1993 — начальник Штабу Хорватської Ради Оборони. Істотно прислужився розбудові хорватської армії. Але в листопаді 1993 увійшов у гострий конфлікт з головою спеціального карного батальйону (КВ) Младеном Налетиличем, що призвело до згортання його військової кар'єри.

### Судове переслідування
2004-го Слободану Праляку та ще п'ятьом генералам хорватської армії інкриміновао низку вчинків, що трактувалися трибуналом як військові злочини: участь у тортурах, масових убивствах мусульман у Боснії — у період з листопада 1991 до квітня 1994 на території Боснії і Герцеґовини, інші незаконні дії у боснійському місті Мостар (80 % східної частини міста зруйновано бойовими операціями). Праляку закидали, що під час ведення військових дій його війська нібито страчували боснійців у 30 муніципалітетах Боснії і Герцеґовини. І найголосніше звинувачення — руйнування старовинного турецького Мостарського моста, що розцінено трибуналом як вандалізм.
2006 усі шість генералів разом із Праляком добровільно здалися Міжнародному суду в Гаазі, зокрема й тому, що Євросоюз чинив брутальний тиск на Хорватію аби вона підкорилася гаазьким прокурорам, фактично в обмін на повноправне членство Хорватії в Європейському Союзі.
29 травня 2013 Праляк засуджений до 20 років ув'язнення, однак відразу подав апеляцію. При чому судді апеляційної інстанції задовольнили частину апеляції генерала про те, що міст у Мостарі був законною військовою мішенню під час конфлікту, а сам факт руйнування моста хорватськими військами так і недоведений. Але після чергового засідання 29 листопада 2017 апеляція була остаточно відхилена, а сам генерал Праляк не визнав цього рішення:
хорв. Suci, Slobodan Praljak nije ratni zločinac, s prijezirom odbacujem vašu presudu!, дос. «Судді, Слободан Праляк не є військовим злочинцем, з погордою я відкидаю ваш вирок!»
Після цих слів генерал прийняв отруту просто у залі суду. Помер цього ж дня у поліклініці Гааги.
Також Гаазький трибунал підтвердив 25-річний тюремний термін для генерала Ядранка Прлича (колишній прем'єр-міністр невизнаної Хорватської республіки Герцеґ-Босна) і 20-річний термін для генерала Бруно Стоїча (міністр оборони ХР БГ).

### Родина
Одружений, бездітний. Виховував дітей дружини. Залишив прийомному синові ріелтерську фірму та тютюнову фабрику в Словенії.